# Axwell
Axwell, egentligen Axel Christofer Hedfors, född 18 december 1977 i Lund, är en svensk DJ, remixare, musikproducent och skivbolagsägare av Axtone. Han är en av medlemmarna i gruppen Swedish House Mafia. Axwell har tillsammans med sin fru, Golnar-Gloria Haghpasand, två barn.
I DJ Magazines årliga omröstning om "Top 100 DJ" för 2011 slutade Axwell på en 12:e plats, ned två placeringar från året innan och bara två placeringar under Swedish House Mafia. Axwell har även erhållit titeln "Sveriges bästa dj 2010" av Svenska dj top 100, som arrangeras av hemsidan clubstockholm.se årligen.

## Diskografi
- 1995 "Listening Comprehension Test" (Axwell hette då OXL)
- 2000 "Jazz Player"
- 2000 "Pull Over"
- 2002 "Lead Guitar"
- 2002 "Burning" (med Robbie Rivera)
- 2003 "Burning - The Remixes" (med Robbie Rivera)
- 2003 "High Energy" (med Evelyn Thomas)
- 2003 "Wait A Minute" (med Nevada Cato)
- 2004 "Feel The Vibe" (med Errol Reid)
- 2005 "Feel The Vibe (Til The Morning Comes)" (Med Errol Reid och Tara McDonald)
- 2005 "Together" (Med Sebastian Ingrosso och Michael Feiner)
- 2005 "Watch The Sunrise" (Med Steve Edwards)
- 2007 "I Found You" (Med Charles Salter)
- 2007 "It's True" (Med Salem Al Fakir)
- 2007 "Submariner"
- 2008 "Open Your Heart" (Med Dirty South)
- 2008 "What a Wonderful World" tillsammans med Bob Sinclar och Ron Caroll
- 2009 "Leave the World Behind" (Med Steve Angello, Sebastian Ingrosso, Laidback Luke & Deborah Cox).
- 2010 "One" (Swedish House Mafia)
- 2010 "Nothing But Love"
- 2010 Miami 2 Ibiza (Swedish House Mafia)
- 2010 "In the air" (originalet tillhör TV Rock och Rudy)
- 2011 "Heart Is King"
- 2011 "Save The World" (Swedish House Mafia)
- 2012 "Antidote" (Swedish House Mafia & Knife Party)
- 2012 "Greyhound" (Swedish House Mafia)
- 2012 "Don't You Worry Child" (Swedish House Mafia)
- 2012 ”In My Mind (Axwell Mix) (Ivan Gough, Feenixpawl, Georgi Kay & Axwell)
- 2013 "Center Of The Universe" (Med Magnus Carlson)
- 2013 "I Am" (Med Sick Individuals och Taylr Renee)
- 2014 "We Come, We Rave, We Love" (Axwell /\ Ingrosso)
- 2015 "Can't hold us down" (Axwell /\ Ingrosso)
- 2015 "Something new" (Axwell /\ Ingrosso)
- 2015 "On my way" (Axwell /\ Ingrosso)
- 2015 "Sun Is Shining" (Axwell /\ Ingrosso)
- 2016 "Barricade" Axwell
- 2016 "Belong" Axwell & Shapov
- 2017 "More than you know" (Axwell /\ Ingrosso)
- 2018 "Nobody Else" Axwell